# Professor T
Professor T (engelska: Professor T.) är en brittisk kriminal- och dramaserie. Första säsong hade premiär den 3 juni 2021, och bestod av sex avsnitt. Seriens andra säsong bestående av sex avsnitt hade premiär i september 2022. Serien har förnyats för en tredje säsong med planerad premiär runt årsskiftet 2023/2024. Serien sänds på TV4 Play.

## Handling
Serien kretsar kring den arrogante men geniale kriminologiprofessorn Jasper Tempest,  som samtidigt själv lider av tvångssyndrom, främst bakteriefobi, bacillskräck. Han bidrar till lösning av brott genom logisk tankeverksamhet, inte så mycket rent polisiär aktivitet, men rådfrågas ständigt av poliser. 
När t ex en serievåldtäktsman härjar ber polisutredaren, och Tempests tidigare student Lisa Donckers om Tempests hjälp.

## Rollista i urval
- Ben Miller - Jasper Tempest
- Emma Naomi - Lisa Donckers
- Barney White - Dan Winters
- Andy Gathergood - Paul Rabbit
- Sarah Woodward - Ingrid Snares
- Juliet Aubrey - Christina Brand
- Frances de la Tour - Adelaide Tempest
- Douglas Reith - The Dean
- Juliet Stevenson - Dr. Helena Goldberg